# 吳利成
吳利成（1969年11月8日—），高雄市大樹區出身政治人物、教師。曾為高雄縣第14、15及16屆縣議員，以及高雄縣市合併後第5選區第1、3和4屆高雄市議員。2022年，代表中國國民黨，拿下13.42%得票率，共13,656張選票，順利當選。

## 爭議
2023年4月，吳利成議員於質詢時針對少子化議題，提及同性婚姻、少子化與未婚男女婚姻媒合等問題，引起性別團體不滿。彩虹平權大平台稱「目前在台灣至少有400 組同志家庭，目前同志想生養孩子需要到海外進行人工生殖，耗時耗費又高風險，也無法一起在台灣共同收養無血緣的孩子。這些都讓同志家庭與孩子們的生活處在巨大的風險中，卻還要背負少子化的罵名。」
對此，邱俊憲議員、簡煥宗議員、黃捷議員皆表達不滿，其中，三民區議員張博洋質詢時重申「同志婚姻與少子化並無關聯」、「少子化與社會經濟、青年就業、婚姻看法才具正相關」而經媒體訪問後，吳利成表示「少子化只是你們同志問題，當然不是這樣啊！那你們幹嘛要想那麼多？同志活動那麼多，那我們未婚男女的活動也多辦一點，只是平衡。」

## 外部連結
- 高雄市議員吳利成介紹（页面存档备份，存于）
- 吳利成議員粉絲團
- 吳利成FB